# Nele Lijnen
Nele Lijnen (Houthalen-Helchteren, 12 april 1978) is een Belgische politica voor Open Vld.

## Levensloop
Haar vakgebied is communicatie en public relations. Zij studeerde in 2001 af als gegradueerde Communicatiebeheer aan het XIOS te Hasselt. Ze is moeder van twee kinderen en woont in Hechtel-Eksel.
Zij werkte in een internetbedrijf van Roland Duchâtelet, de stichter van de partij Vivant, dat een kartel vormde met de VLD. In 2002 werd Lijnen politiek actief voor de partij en werd politiek coördinator van Vivant en verbindingsofficier van het kartel VLD-Vivant. Ze bleef ook verbonden aan de partij nadat die in 2007 opging in de Open Vld.
In maart 2006 werd Lijnen voor de VLD gecoöpteerd senator, wat ze bleef tot aan de federale verkiezingen van 10 juni 2007. Bij deze verkiezingen werd zij met 42.625 voorkeurstemmen rechtstreeks en op eigen kracht verkozen om voor Open Vld in de Senaat te zetelen. Bij de federale verkiezingen van 13 juni 2010 kreeg ze 37.641 voorkeurstemmen en werd ze verkozen dankzij haar plaats op de lijst.
In de Senaat was Lijnen van 2006 tot 2011 lid van de commissie Binnenlandse Zaken, van 2006 tot 2007 lid en van 2009 tot 2010 en van 2011 tot 2014 ondervoorzitter van de Commissie Sociale Aangelegenheden en van 2010 tot 2014 voorzitter van het Adviescomité voor Gelijke kansen voor vrouwen en mannen.  Bij de wetgevende verkiezingen van 25 mei 2014 werd ze verkozen tot Kamer van volksvertegenwoordigers voor de kiesomschrijving Limburg. Daar zetelde ze in de commissies Infrastructuur, Verkeer en Overheidsbedrijven en Bedrijfsleven, Wetenschapsbeleid, Onderwijs, Nationale Wetenschappelijke Instellingen, Middenstand en Landbouw. In mei 2019 raakte ze niet herkozen. Als liberaal politica was Lijnen werkzaam wat betreft onder andere pensioenen, arbeidsmarkt, studentenarbeid, arbeid en handicap, kinderopvang, sociale zekerheid en gezondheidszorg, mobiliteit en buitenlandse zaken en ontwikkelingssamenwerking.
In oktober 2006 werd ze voor het eerst verkozen tot gemeenteraadslid van Hechtel-Eksel, voor de lokale partij HE. Na de gemeenteraadsverkiezingen van oktober 2012 werd Lijnen eerste schepen in Hechtel-Eksel, een mandaat dat ze uitoefende tot in december 2024. Als schepen was zij onder andere bevoegd voor Lokale Economie, Toerisme en Sport. Bij de lokale verkiezingen van oktober 2024 werd Lijnen nog herkozen, maar ze besloot niet meer te zetelen en de actieve politiek vaarwel te zeggen.
In april 2020 werd ze actief als onderneemster, toen ze YouTalk oprichtte, dat mensen voor publiek leert spreken. Sinds november 2021 is zij eveneens woordvoerder en communicatiedirecteur bij de Limburgse scholengroep Xpert in het Vlaams Gemeenschapsonderwijs.
Op 21 mei 2014 ontving ze de titel ridder in de Leopoldsorde. 